# Царинска и економска унија централне Африке
Царинска и економска унија Централне Африке (фр. Union Douanière et Économique de l’Afrique Centrale), или скраћено UDEAC, је била економска интеграција коју је чинило 6 држава Централне Африке: Габон, Екваторијална Гвинеја, Камерун, Конго, Централноафричка Република и Чад.
UDEAC је основана Бразавилским споразумом 1966. године, формирајући зону слободне трговине и царинску унију међу чланицама, и заједнички царински режим према увозу из других земаља.
Земље чланице су потписале споразум о стварању Економске и монетарне уније Централне Африке (CEMAC) стварајући монетарну унију са Централно-афричким ЦФА франком као заједничком валутом.
Званично је престао да постоји јуна 1999. године када га је заменила Економска и монетарна унија Централне Африке (на основу споразума потписаног 1994. године).